# Derrick Rostagno
Derrick Rostagno (ur. 25 października 1965 w North Hollywood) – amerykański tenisista.

## Kariera tenisowa
Jako zawodowy tenisista Rostagno występował w latach 1986–1997.
W grze pojedynczej awansował do 3 finałów turniejów rangi ATP World Tour, zwyciężając w 1990 roku w New Haven.
W grze podwójnej Amerykanin wygrał 1 turniej ATP World Tour, w 1993 roku wspólnie z Toddem Martinem w Tampie.
W 1984 roku Rostagno zagrał w turnieju demonstracyjnym igrzysk olimpijskich w Los Angeles. Odpadł z turnieju w 1 rundzie po porażce z Francisco Macielem.
W rankingu gry pojedynczej Rostagno najwyżej był na 13. miejscu (11 listopada 1991), a w klasyfikacji gry podwójnej na 142. pozycji (2 października 1989).

### Finały w turniejach ATP World Tour
| Legenda                                      |
| -------------------------------------------- |
| Wielki Szlem                                 |
| Igrzyska olimpijskie                         |
| Tennis Masters Cup / ATP Finals              |
| ATP Masters Series / ATP Tour Masters 1000   |
| ATP International Series Gold / ATP Tour 500 |
| ATP International Series / ATP Tour 250      |

#### Gra pojedyncza (1–2)
| Końcowy wynik | Nr | Data             | Turniej   | Nawierzchnia    | Przeciwnik      | Wynik finału  |
| ------------- | -- | ---------------- | --------- | --------------- | --------------- | ------------- |
| Zwycięzca     | 1. | 19 sierpnia 1990 | New Haven | Twarda          | Todd Woodbridge | 6:3, 6:3      |
| Finalista     | 1. | 7 kwietnia 1991  | Orlando   | Twarda          | Andre Agassi    | 2:6, 6:1, 3:6 |
| Finalista     | 2. | 7 kwietnia 1991  | Tokio     | Dywanowa (hala) | Stefan Edberg   | 3:6, 6:1, 2:6 |

#### Gra podwójna (1–0)
| Końcowy wynik | Nr | Data        | Turniej | Nawierzchnia | Partner     | Przeciwnicy              | Wynik finału |
| ------------- | -- | ----------- | ------- | ------------ | ----------- | ------------------------ | ------------ |
| Zwycięzca     | 1. | 9 maja 1993 | Tampa   | Ceglana      | Todd Martin | Kelly Jones Jared Palmer | 6:3, 6:4     |